# Regnault d'Azincourt
Regnault d'Azincourt (mort le 25 octobre 1415) est un militaire et homme politique français ayant vécu au tournant des XIVe et XVe siècles. Appartenant à une famille de chevaliers, il sert le roi de France, le duc de Bourgogne, le duc de Brabant. Il est également connu en tant que protagoniste d'une affaire de tentative d'enlèvement qui défraya la chronique. Il meurt lors de la bataille d'Azincourt en 1415.

## Biographie

### Famille
La famille d'Azincourt compte de nombreux chevaliers. Regnault, ou Renaud ou Regnaud, d'Azincourt est le fils de Gilles Ier d'Azincourt, seigneur d'Azincourt et de Blanche de Rollencourt. 
Un membre de la famille, Izambart d'Azincourt, est écuyer de la compagnie de Jean II de Luxembourg-Ligny, lors du voyage du duc de Bourgogne Jean Ier de Bourgogne (Jean sans Peur) en fin janvier 1413 d'Arras à Saint-Denis. Lors de la bataille d'Azincourt, il participe au pillage des bagages du roi d'Angleterre, qui fut cause du massacre d'une partie des prisonniers français. 

### Carrière
Renaud seigneur d'Azincourt, en Artois, dans le département actuel du Pas-de-Calais, est également seigneur de Rutel (commune actuelle de Villenoy en Seine-et-Marne). René de Belleval le dit en outre seigneur d'Aubigny et de Fontenay.
Renaud d'Azincourt porte le titre d'échanson et chambellan du roi de France.
Il accompagne le duc de Bourgogne Jean sans Peur dans son expédition contre les habitants de Liège et assiste à la bataille de Tongres (bataille d'Othée) en 1408. En fin 1409, il fait partie de l'escorte chargée de la sécurité du duc, lorsque celui-ci vient à Paris.
Le 20 avril 1410, il se trouve à Gien, dans l'entourage du duc de Brabant Antoine de Brabant, lorsque celui-ci, envoyé par le duc de Bourgogne,  vient régler les différends qui existent entre le duc de Bretagne, Jean V de Bretagne et le comte de Ponthieu, dauphin de France, fils de Charles VI et futur roi sous le nom de Charles VII.
Le samedi 30 octobre 1411, il prête serment devant le Parlement de Paris à la suite de sa nomination en tant que bailli de Gisors. Il est alors écuyer.
Il est fait chevalier par le connétable de France Waléran III de Luxembourg-Ligny) en 1412 avant la bataille de Saint-Rémy-du-Plain.
Il trouve la mort lors de la bataille d'Azincourt en 1415.

## Tentative de rapt
Renaud d'Azincourt s'est retrouvé au centre d'une affaire qui causa un grand émoi dans les années 1403-1405.
En février 1403, Jeanne Hemery, veuve de Robert Toutain, fille de Pierre Hemery, tient une épicerie dans la grande rue Saint-Denis à Paris. Elle y vit avec une sœur Jeannette, âgée de treize ou quatorze ans, une parente chambrière et plusieurs domestiques. Elle est une jeune, belle et riche veuve, poursuivie par plusieurs prétendants, dont un « gentilhomme d'assez haut lignage » Regnaut d'Azincourt. Les deux se voient fréquemment et semblent éprouver une attirance réciproque. Regnaut était accompagné d'un gentilhomme de son pays, intéressé par la jeune sœur. Regnaut songe au mariage et fait demander la main de Jeanne à son père. Celui-ci refuse au motif, que Regnault est trop grand seigneur pour elle. Jeanne qui se montrait jusque là sensible aux avances de Regnault, se montre plus réservée. Regnault se dit qu'il faut forcer le destin et se présente de nuit avec son ami, un prêtre, un valet et dix hommes armés et déterminés, dans le but de se fiancer officiellement. Ils forcent la porte de la maison et se rendent dans la chambre de Jeanne où dorment les deux sœurs. L'épicière effrayée appelle au secours, perd connaissance et fait une crise de nerfs. Déconcertés, Regnaut et sa troupe tentent d'enlever Jeannette mais, par ses cris, celle-ci les met en fuite,.
L'évènement fait grand bruit, à cause de l'audace déployée, ainsi au milieu de Paris, dans un lieu aussi peuplé que la rue Saint-Denis. Le prévôt de Paris porte l'affaire au grand conseil du roi : « dont l'esclande en fut grande en la ville de Paris et en fut parlé au Grand Conseil ». En fait, c'est surtout la tentative de rapt de la jeune sœur de l'épicière, âgée de 13 ou 14 ans qui provoque l'émoi, même s'il ressort des plaidoiries que l'adolescente avait été antérieurement fiancée avec son prétendant. Le procureur royal ordonne au prévôt de se saisir de Regnaut et de ses complices. Ils sont arrêtés par quatre-vingt sergents et incarcérés au grand Châtelet. Le prévôt se prononce sur l'affaire en première instance, les condamnés font appel devant le Parlement de Paris, et sont de ce fait transférés dans le palais de la Cité, à la prison de la Conciergerie. Dès lors, l'affaire fut jugée au criminel devant le Parlement. 
Le rapt de séduction était réputé cas royal (ne relevant donc pas de l'Église, dont dépendait Regnaut qui s'était fait clerc) et donc à juger par les  juges royaux et le Parlement de Paris en dernier ressort. Le procureur général du Parlement se joint à d'autres personnes dont le père de la jeune femme, pour attaquer Renaud d'Azincourt et ses complices accusés de rapt « en l'ostel des filles du dit Aimeri soubz umbre de mariage ». Les plaidoiries ont lieu en avril 1405. L'affaire dura un certain temps et finalement se conclut par un arrangement. Elle n'empêcha toutefois pas Regnault d'Azincourt de faire la carrière décrite ci-dessus.

## Mariage et descendance
Après 1404, soit après l'affaire évoquée ci-dessus,  Renaud d'Azincourt épouse Péronelle Malet de Villeperche, de la maison de Graville. Elle appartient à la famille de l'amiral Louis Malet de Graville. Ils ont deux enfants : 
- Valerand (mort en 1415), tué avec son père à la bataille d'Azincourt, mort sans alliance[2].
- Gilles II d'Azincourt, dit « l'Aigle », serait né vers 1411 et mort vers 1489, écuyer, seigneur de Rutel et de Fontenay-en France, écuyer d'écurie du roi, dont postérité[1].

## Armes
« D'argent à l'aigle bicéphale aux ailes éployées de gueules, membrée, lampassée & becquée d'azur » ou « D'argent à l'aigle éployée de sable (alias de gueules) membrée d'azur, » ou encore « D'argent à l'aigle à deux têtes, éployée de gueules, becquée et membrée d'azur ».